# 大動脈弁狭窄症
大動脈弁狭窄症（だいどうみゃくべんきょうさくしょう、英Aortic valve stenosis：AS）は、大動脈弁口の狭窄によって全身に血液が送り出されにくくなる疾患である。

## 病態

大動脈弁の位置(ヒトの心臓の構造)

大動脈弁口の面積が減少すると抵抗が増し、心収縮期に血液が全身に送り出されにくくなる。その結果、収縮期血圧が低下し様々な臨床症状を呈するようになる。
正常な大動脈弁口の面積は3cm2程度で、1.5cm2以下になると臨床症状が現れる。
大動脈弁狭窄症の主な成因は先天性、リウマチ性、加齢変性性の3つで、最近は加齢変性性のものが増加傾向にある。65歳以上において加齢変性による大動脈弁硬化は29%、弁狭窄は2%に認められると報告されている。

## 症状
- 大動脈圧低下
  - 失神（アダムス・ストークス症候群）
  - 狭心症様胸痛
  - 動悸
  - 胸苦
- 左心不全
  - 労作時呼吸困難
  - 肺高血圧・肺水腫
  - 倦怠感・易疲労感

症状出現と生命予後の関係は、狭心痛出現後5年、失神後3年、心不全後2年と言われている。

## 検査
- 聴診
  - Ⅱ音の奇異性分裂
  - Ⅳ音の聴取

- 胸部X線写真
  - 右第1弓の突出

- 心エコー
- 心電図
- 心臓カテーテル検査

## 治療
- 大動脈弁置換術(AVR)
- 自己心膜による大動脈弁再建術(AVRec、尾崎法)
- 経カテーテル大動脈弁留置術(TAVI: タビ)